# Moto Morini Granpasso
La Moto Morini Granpasso 1200 è una motocicletta prodotta dalla Moto Morini. È entrata in produzione nel 2008 ed è rimasta in vendita fino al 2020. Costituisce il primo esempio di enduro veloce della casa.

## Il contesto
Viene equipaggiata con il motore bicilindrico a V Bialbero CorsaCorta da 1187 cm³ disegnato da Franco Lambertini, che in questa versione dispone di 118 cv a 8.400 giri/min e 103,6 N m di coppia a 7.000 giri/min.

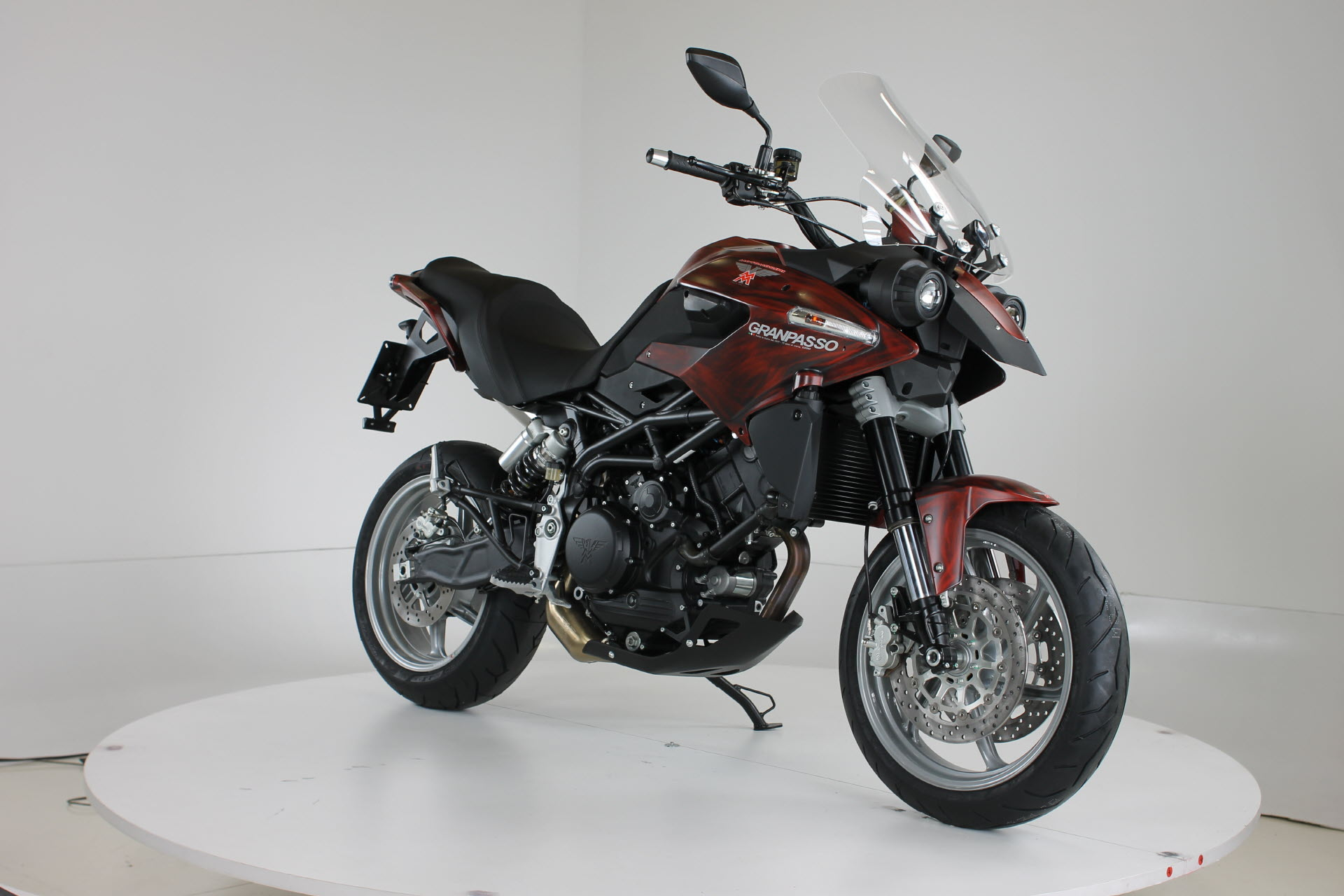
Moto Morini GPR

Gli ultimi modelli della prima serie vennero prodotti nell'autunno 2009, poco prima che la produzione della Moto Morini venisse fermata a causa della liquidazione volontaria.
Questi modelli comprendevano l'aggiornamento 2010, consistente in un riposizionamento della sonda lambda, la presenza di un nuovo paracalore, nuove pedane di tipo allargato e riser per il manubrio.
I modelli precedenti poterono essere aggiornati al modello 2010 tramite due kit disponibili come optional.
Con la ripresa dell'attività, nel corso del 2012, è stata scelta per far parte del tris di modelli che la proprietà ha deciso di aggiornare tecnicamente ed esteticamente, in numeri limitati. È stata così reimmessa in vendita ed è rimasta sul mercato fino al 2020 quando è stata sostituita dalla X-Cape.